# Dremomys pyrrhomerus
Dremomys pyrrhomerus — вид гризунів родини Sciuridae. Зустрічається як у Китаї, так і у В'єтнамі. Цей вид займає нори в кам'янистій місцевості. Вони характеризуються досить малорухливістю взимку.

## Характеристики
D. pyrrhomerus досягає довжини тіла приблизно від 19,4 до 21 сантиметра, хвіст досягає довжини від 14 до 16,2 сантиметра. Тварини зверху суцільного сіро-коричневого забарвлення з оливковими та червонуватими відтінками. Вони схожі на Dremomys rufigenis і Dremomys gularis, але мають яскраві червонувато-коричневі плями на стегнах. Однак щоки та боки тіла не особливо червоні, але мають жовтуваті плями за очима. Нижній бік тіла білий або сірий. Хвіст зверху з білими цятками, а знизу яскраво-червоний.